# 廿日鼠と人間 (1939年の映画)
『廿日鼠と人間』（はつかねずみとにんげん、Of Mice and Men）は、1939年制作のアメリカ映画。ジョン・スタインベックの同名小説の映画化作品である。

## キャスト
- バージェス・メレディス：ジョージ・ミルトン
- ベティ・フィールド：メイ（カーリーの妻）
- ロン・チェイニー・ジュニア：レニー・スモール
- チャールズ・ビックフォード：スリム

## あらすじ
この映画は、大恐慌下のカリフォルニアで働く2人の移動労働者、目端が利く小柄なジョージ・ミルトンと知的障害のある怪力の大男レニー・スモールの物語である。ジョージはレニーの祖母に頼まれたことから、色々とレニーの世話を焼いており、2人はいつか自分たちが土地を所有しそこに定住するという共通の夢を持っている。
彼らはソレダッド近くの牧場に到着し、使用人で片手が不自由な年老いたキャンディと出会う。牧場主のジャクソンと会った後、2人はジャクソンの狂暴な息子カーリーに因縁を付けられる。小柄なカーリーは、その劣等感からレニーのような大柄な男が大嫌いなのだった。更に悪いことには、カーリーの魅惑的で自由奔放な妻メイが牧場の他の労働者たちと親しく話したりしている。メイは自分の母親から逃れるためだけに、好きでもないカーリーと結婚したのだった。メイはジャクソン親子の下品な食べ方に辟易している。ジョージは、メイが自分たちに問題をもたらす可能性があると察知し、レニーに対して彼女を見たり話しかけたりしないように命令する。
キャンディは片手が不自由になった時に受け取った補償金を見せ、農場を買うためにジョージとレニーに協力することを申し出て、2人の夢が実現に近づくかに見えた。カーリーが飯場に現れ、労働者の筆頭格のスリムがカーリーの妻と長い間一緒にいたことを非難した後に労働者たちがカーリーを嘲笑したことから、騒ぎとなる。カーリーはレニーが笑っているのを見つけて寝台から掴み上げ、レニーの顔を執拗に殴り始める。カーリーは元プロボクサーなのである。出血するレニーを見かねたジョージが反撃するように言うと、レニーはその怪力でカーリーの手を握り潰す。スリムはカーリーに、もしカーリーが父親にこのことを話したら、何が起こったのかを皆に話すぞと言い渡す。そして、カーリーは機械に手を巻き込まれたと話すように指示される。
スリムの策にも拘わらず、メイは真実を知ってしまう。メイがレニーに親切にしようとすると、ジョージは彼女に家に戻るように言う。メイはそれを拒否し、誰とでも話す権利が自分にはあるのだと言う。
翌朝、メイはカーリーを「手が不自由な役立たず」と罵る。カーリーは彼女に、自分たちの結婚生活は終わり、牧場労働者と肉体関係を持ったことから牧場から追い出すと告げる。メイは牧場から去る前に納屋に入り、スリムの子犬を何匹か撫でていると、レニーがすすり泣いているのを見つける。レニーは、子犬が自分を噛もうとしたので殺してしまったと話す。メイはレニーに、彼女の夢をカーリーが打ち砕くまでは何になりたかったのかについて話す。レニーがメイに柔らかいものを撫でるのが好きだと言うと、メイは自分の髪を撫でても良いと言う。レニーが髪を余りにも強く撫でると、メイは抵抗し叫び始める。レニーはメイを黙らせようとし、誤ってメイの首を折って殺してしまう。
キャンディとジョージがメイの遺体を発見し他の人たちに知らせると、レニーを殺すためのリンチ団が結成される。ジョージはレニーを見つけ、死の苦しみを与えないようにと、リンチ団に見つかる前にレニーの後頭部を撃ち抜く。

## 評価
Rotten Tomatoesでは、11件の批評家レビューで支持率100%、平均点8.5/10の高い評価を得ている。
また、第12回アカデミー賞に4部門でノミネートされている。